# Nostradamus (film 1994)
Nostradamus – film oparty na życiu Michela de Nostre-Dame (1503–1566) zwanego także Nostradamusem.

## Obsada
- Tchéky Karyo – Nostradamus
- F. Murray Abraham – Scalinger
- Amanda Plummer – Katarzyna Medycejska
- Assumpta Serna – Anne
- Anthony Higgins(inne języki) – Król Henryk II
- Diana Quick(inne języki) – Diane de Portier
- Julia Ormond – Marie
- Maia Morgenstern – Helen
- Rutger Hauer – Mnich
- Michael Byrne – Inkwizytor
- Michael Gough – Jean de Remy

i inni

## Produkcja
Zdjęcia kręcono w Rumunii (m.in. Hunedoara).